# Carol Channing
Carol Elaine Channing (Seattle, 31 de gener de 1921 – Rancho Mirage, 15 de gener de 2019) fou una actriu, cantant i comediant estatunidenca. Va ser especialment coneguda per la seva participació en obres teatrals de Broadway.
Va iniciar la seva carrera en el teatre, continuant posteriorment en la televisió i el cinema, on va actuar en deu pel·lícules. Des de la dècada de 1950 va destacar amb el seu treball a Broadway, intervenint en populars comèdies musicals com Els senyors prefereixen les rosses i Hello, Dolly!, entre d'altres.
També va fer de ballarina i, a partir de la dècada de 1960, va realitzar múltiples aparicions en programes de televisió. En cinema, per la seva banda, va actuar al costat de Julie Andrews i Mary Tyler Moore en Millie, una noia moderna (1967), de George Roy Hill, per la qual va ser nominada a un premi Oscar. Les seves últimes actuacions inclouen una participació en el cicle televisiu The Nanny.

## Biografia
Filla única, Channing va néixer a Seattle, Washington. El seu pare va ser George Channing, un periodista que es va traslladar pel seu treball i es va endur a la seva família a San Francisco quan tenia només dues setmanes. Va estudi va ar en Aptes Junyr High School, després a Lowell High School a San Francisco. A Lowell, Channing va ser membre de la Lowell Forensic Society.
D'acord amb les memòries de Channing, quan va deixar la seva llar per estudiar al Bennington College a Vermont, la seva mare li va informar que el seu pare no havia nascut a Rhode Island com ella creia sinó a Augusta, Geòrgia descendent d'un pare germano-americà i mare afroamericana. Segons paraules de Channing, la seva mare l'hi va explicar perquè no es sorprengués en cas que "arribés a tenir un bebè negre". Channing va guardar el secret per evitar problemes a Broadway i a Hollywood, finalment només ho va revelar en la seva autobiografia, Just Lucky I Guess, publicada el 2002 quan ella tenia 81 anys. L'autobiografia de Channing contenia una fotografia de la seva mare, però cap foto del seu pare o fill. El seu llibre igual que la partida de naixement del seu pare es va perdre en un incendi.
Channing va ser introduïda als escenaris mentre feia treballs a l'església per a la seva mare. El 2005 va concedir una entrevista a Austin Chronicle on va explicar la seva experiència:

La meva mare em va dir 
| «                  | "Carol, t'agradaria ajudar-me a distribuir Christian Science Monitor entre els bastidors dels teatres de San Francisco?" I jo li vaig dir "Molt bé, t'ajudaré. No sé quina edat tenia llavors". En tenia pocs. Vam estar esperant entre la porta de bastidors (del teatre Curran) i no podia accedir als bastidors. La meva mare la va obrir amb molta facilitat. De totes maneres, la meva mare va esperar que posessin els monitors just on se suposa que anirien els actors, el repartiment i els músics, i em va deixar en pau. Vaig estar allí dempeus i vaig comprendre —Mai oblidaré allò perquè em va fer sentir forta— Això és un temple. Això és una catedral. És una mesquita. La mare de totes les esglésies. Això és per a la gent que va anar a la creació i a veure aquells que van recrear l'obra. Vaig estar dempeus allí i vaig anar a besar als entarimats" | » |
| — Carolo Channing. | |   |

El primer treball de Channing en els escenaris de Nova York va ser amb l'obra de Marc Blitzstein No For an Answer amb qui va aconseguir dues actuacions especials a Mecca Temple (posteriorment anomenat New York's City Center).

### Consagració artística

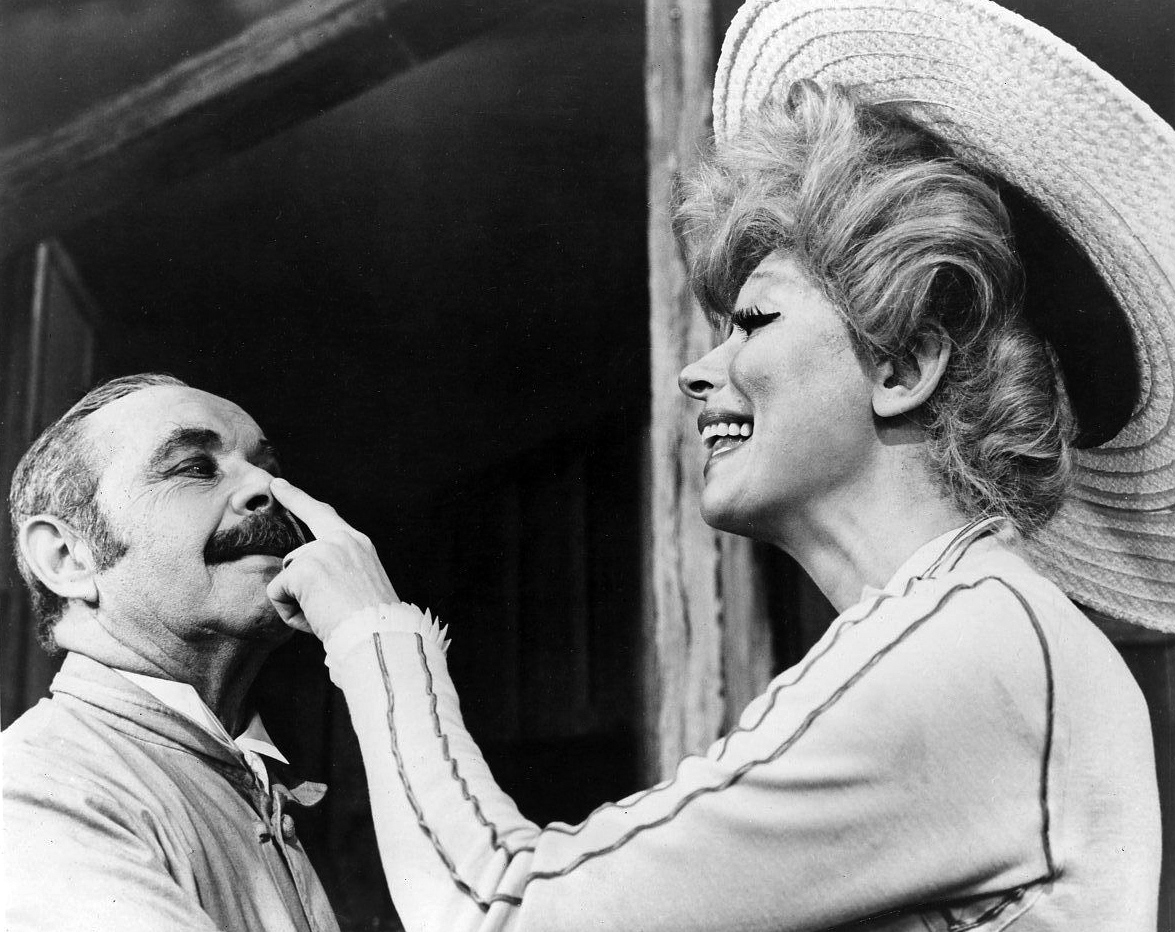
Channing al costat de David Burns durant la realització de la peça teatral Hello, Dolly!, el 1964.

Channing es va traslladar a Broadway per actuar en Let's Face It on va ser la substituta d'Eve Garden. Dècades després interpretaria Dolly.
Cinc anys després, Channing va tenir un paper destacat en el musical, Lend an Ear. Va ser descoberta per l'escriptora Anita Loos i triada per al repartiment d'Els cavallers les prefereixen rosses interpretant a Lorelei Lee, el paper li va donar prestigi. (La seva signatura de presentació des de la producció va ser Diamon Are a Girl's Best Friends.) La imatge personal de Channing igual que el seu personatge es defineix: Simultàniament intel·ligent i simpàtica, enginyosa i mundana.

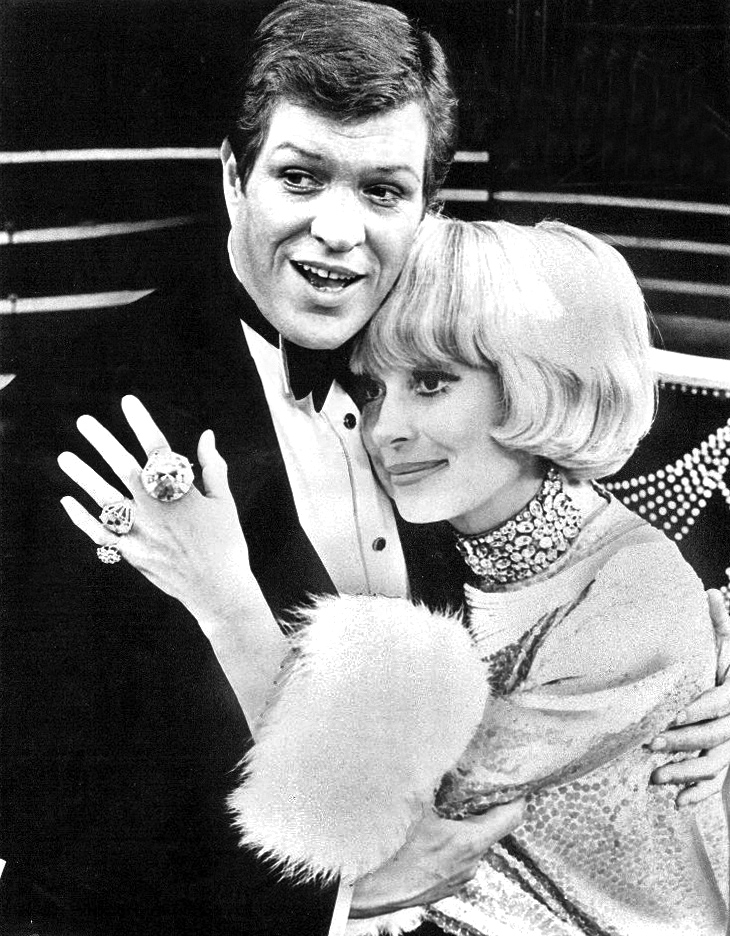
Channing al costat de Peter Palmer en el musical Lorelei (1973).

Channing es va convertir en una celebritat com l'estrella de Hello, Dolly! La seva actuació va fer que guanyés un premi Tony a la millor actriu en un musical, en un any que la seva competidora principal va ser Barbra Streisand per Funny Girl, Va quedar realment decebuda quan Streisand, que molts creien que era massa jove per al paper, va signar per interpretar el paper de Dolly Levi en la pel·lícula, compartint cartell amb Walter Matthau i Michael Crawford.
Va tornar a interpretar el paper de Lorelei Lee en el musical Lorelei. També va aparèixer en dos reestrenes de Hello, Dolly!, i va fer una gira pels Estats Units. També ha aparegut en nombroses pel·lícules, incloent la pel·lícula de culte Skidoo i Thoroughly Modern Millie, al costat de Julie Andrews i Mary Tyler Moore. Per Millie, Channing va rebre una nominació a l'Oscar a la millor actriu secundària i guardonada amb un Globus d'Or a la millor actriu secundària.
El 1966 va guanyar el premi Sarah Siddons per la seva actuació en el teatre de Chicago; durant la seva carrera filmogràfica va realitzar també diversos cameos i va ser actriu de doblatge en dibuixos. Un dels seus papers més coneguts com a actriu de veu va ser Canina LeFur en la sèrie de Disney Xip 'N Dale.
Channing va obtenir un doctorat honorari en belles arts per la universitat estatal de Califòrnia, Stanislaus el 2004. el mateix any, va rebre el premi Oscar Hammerstein per la seva llarga trajectòria en teatre musical. Ella i el seu marit eren actius en promoure l'educació artística a les escoles californianes.
El gener de 1986, Channing, al costat de Mary Martin, va iniciar una gira pels Estats Units amb l'obra teatral Legends, que va culminar a començaments de 1987 a la ciutat de Miami, Florida, després de més de 300 presentacions.
El 1993, l'actriu va realitzar un cameo en un capítol de la primera temporada de la comèdia de situació The Nanny (en l'episodi titulat "Smoke Gets in Your Lies") on es va interpretar a si mateixa. A aquesta presentació li van seguir altres aparicions especials en altres sèries de televisió, com The Bold and the Beautiful i Touched by an Angel. Així mateix, va posar la seva veu a diverses sèries animades, entre les quals The Addams Family (entre 1992 i 1993), Where's Waldo? (1993), 2 Stupid Dogs (1993) i The Magic School Bus (1994).
El 1995, Channing va rebre un premi Tony en reconeixement de la seva trajectòria professional. Es va retirar del teatre després de protagonitzar una nova reposició del musical Hello, Dolly! a Broadway (en el teatre Lunt-Fontanne), entre octubre de 1995 i gener de 1996. Temps més tard va posar la seva veu a un dels personatges principals de la pel·lícula de Disney The Brave Little Toaster Goes to Mars, basada en el llibre de contes homònim publicat per Thomas Disch. Allà va treballar al costat d'Alan King, DeForest Kelley, Jessica Tuck, Deanna Oliver, Eric Lloyd, Thurl Ravenscroft i Timothy Stack.

### Vida personal
Channing es va casar en quatre ocasions. El seu primer marit, Theodore Naidish, va ser un escriptor; el segon, Alexander Carson va ser central en el club de futbol canadenc Ottawa Rough Riders. Van tenir un fill, que va agafar el cognom del seu padrastre i va estar nominat a un premi Pulitzer com publicador de vinyetes sota el nom de Chan Lowe. El 1956 es va casar amb el seu mànager i publicista Charles Lowe. Van estar casats 42 anys, però va acabar divorciant-se el 1998. Ell va morir abans que el procés de divorci acabés. Després de la mort de Lowe i fins al seu quart matrimoni, el company de l'actriu va ser Roger Denny, un decorador d'interiors
El 2003, va contreure matrimoni amb Harry Kullijian, el seu quart marit i antic promès de l'institut Aptes Middle School.
El Lowell High School va canviar el nom de l'auditori pel de "The Carol Channing Theatre" en el seu honor. La ciutat de San Francisco va proclamar el 25 de febrer de 2002 com "el dia de Carol Channing" per la seva defensa dels drets dels gais i la seva aparició en la desfilada de l'orgull gai a Hollywood. Va compartir escenari amb Richard Skipper, conegut com a "Carol Channing Tribute Artist" (Tribut artístic a Carol Channing).

## Obres teatrals
- No For an Answer (5 i 11 de gener de 1941).
- Let's Face It! (9 d'octubre de 1941 - 20 de març de 1943) (substitueix a Eve Arden).
- Proof Through the Night (25 de desembre de 1942 - 2 de gener de 1943).
- Lend an Ear (16 de desembre de 1948 - 21 de gener de 1950).
- Gentlemen Prefer Blondes (8 de desembre de 1949 - 15 de setembre de 1951).
- Wonderful Town (25 de febrer de 1953 - 3 de juliol de 1954) (reemplaçant a Rosalind Russell).
- The Vamp (10 de novembre - 31 de desembre de 1955).
- Show Girl (12 de gener - 8 d'abril de 1961).
- ¡Hello, Dolly! (16 de gener de 1964 - 27 de desembre de 1970) (va abandonar el programa el 1967).
- Four on a Garden (30 de gener - 20 de març de 1971).
- Lorelei (27 de gener - 3 de novembre de 1974).
- Julie's Friends at the Palace (19 de maig de 1974) (Actuació benèfica).
- Hello, Dolly! (15 de març - 19 de juliol de 1978) (reestrena).
- Legends! (7 de gener de 1986 - 18 de gener de 1987) (Gira).
- Hello, Dolly! (19 d'octubre de 1995 - 28 de gener de 1996) (reestrena; farewell tour).

## Filmografia
- Paid in Full (1950)
- Els senyors prefereixen les rosses
- The First Traveling Saleslady (1956)
- All About People (1967) (curt) (narradora)
- Millie, una noia moderna (1967)
- Skidoo (1968)
- Shinbone Alley (1971) (veu)
- Sgt. Pepper's Lonely Hearts Club Band (1978) (Cameo)
- Alicia al país de les meravelles (1985)
- Happily Ever After (1993) (veu)
- Thumbelina (1994) (veu)
- Homo Heights (1998)
- Broadway: The Golden Age, by the Legends Who Were There (2003) (documental)
- Family Guy :(veu) (2006)